# سفارة بنين في فرنسا
سفارة بنين في فرنسا هي أرفع تمثيل دبلوماسي لدولة بنين لدى فرنسا. تقع السفارة في باريس وهي تهدف لتعزيز المصالح البنينية في فرنسا.

## وصلات خارجية
- الموقع الرسمي
- قائمة سفارات بنين
- قائمة السفارات في فرنسا